# قضية أرض الطيارين
قضية أرض الطيارين هي قضية في المحكمة اُتهم فيها جمال مبارك وعلاء مبارك وأحمد شفيق بالاستيلاء على أرض في الساحل الشمالي في مصر. وقضت محكمة جنايات القاهرة التي التأمت في أكاديمية الشرطة في 19 ديسمبر 2013 بتبرئة علاء وجمال مبارك وأحمد شفيق من جميع التهم الموجهة إليهم.